# U-Boot in Not
U-Boot in Not (Originaltitel: Gray Lady Down) ist ein US-amerikanischer Katastrophenfilm, der 1978 unter der Regie von David Greene gedreht wurde.

## Handlung
Captain Paul Blanchard, Kommandant des Atom-U-Boots USS Neptun, macht seine letzte Fahrt, bevor er zum Flottenchef ernannt werden und sein erster Offizier die Neptun als neuer Kommandant übernehmen soll. Auf der letzten Fahrt kommt es jedoch im Atlantik zu einem Zwischenfall. Ein Frachter, der trotz dichten Nebels und ausgefallenen Radars seine Fahrt fortsetzt, rammt die Neptun und reißt ein großes Loch in das U-Boot. Die Neptun sinkt und bleibt auf einem Felsenriff in über 1000 Fuß Tiefe liegen. An Bord sind noch 41 Überlebende, darunter auch Blanchard und einige Schwerverletzte. Niemand weiß, wie lange die Schotten den hohen Wasserdruck noch aushalten werden. Der Sauerstoffvorrat reicht nur noch für 36 Stunden und die Neptun kann jederzeit durch einen Erdrutsch noch weiter in die Tiefe gerissen werden, wo der Wasserdruck so hoch ist, dass sie einfach zerquetscht wird. Zwischen Blanchard und seinem ersten Offizier kommt es zum Streit, weil dieser der Meinung ist, dass es unnötig war, aufzutauchen, und es gar nicht zu der Kollision gekommen wäre.
Captain Bennett, der die Rettungsaktion leiten soll, wird an Bord der Nassau gebracht, die sich bereits an der Unglücksstelle befindet und Funkkontakt mit der Neptun aufgenommen hat. Außerdem wird ein Rettungstauchboot, ein sogenanntes DSRV, angefordert, um die Überlebenden nach oben zu holen. Die Rettungsaktion ist jedoch mit erheblichen Schwierigkeiten verbunden. Durch einen Erdrutsch wird die Ausstiegsluke der Neptun zugeschüttet. Um sie wieder freizubekommen, werden Captain Gates und Chief Mickey angefordert, die zusammen das Zwei-Mann-Tauchboot Snark entwickelt und gebaut haben. Zunächst hat Captain Bennett mit dem eigenwilligen Captain Gates einige Differenzen, die beigelegt werden müssen. Mit Hilfe der Snark wird die Ausstiegsluke wieder freigemacht. Dann aber kippt die Neptun durch einen weiteren Erdrutsch auf die Seite, so dass das DSRV nicht an die Ausstiegsluke herankommt. Außerdem ist das Funkgerät der Neptun ausgefallen, so dass nur noch eine Verständigung über Klopfzeichen möglich ist.
Blanchard will mit den restlichen Pressluftreserven einen der Ballasttanks entleeren, in der Hoffnung, dass sich die Neptun wieder aufrichtet. Dabei kommt es zu einem tragischen Zwischenfall. Der Ballasttank kann nur noch über Notentleerungsventile entleert werden, die von Hand offengehalten werden müssen. Als in dem Zwischenraum, wo sich diese Ventile befinden, das Schott aufbricht, muss das zweite Schott sofort geschlossen werden, um zu verhindern, dass der Rest des U-Bootes voll Wasser läuft. Aufgrund der Lage des U-Bootes und des Gewichtes des Schotts ist es aber nicht zu schaffen, das Schott von einer Seite aus zu schließen. Blanchard und sein erster Offizier schließen das Schott mit vereinten Kräften von beiden Seiten aus, während ein weiterer Offizier die Ventile offenhält. So muss Blanchard mit ansehen, wie seine beiden Offiziere in dem Zwischenraum eingeschlossen werden und für die restlichen Überlebenden in den Tod gehen. Die Neptun richtet sich wieder auf, bleibt aber dann durch einen Felsenvorhang in einer Schräglage stehen, so dass das DSRV immer noch nicht an die Ausstiegsluke herankommt.
Captain Bennett fordert ein Sprengteam an, das den Felsenvorhang sprengen soll, damit sich die Neptun wieder vollständig aufrichten kann. Dazu muss mit Hilfe der Snark eine hochbrisante Spezialsprengladung sehr genau in Position gebracht werden, damit die Neptun durch die Sprengung keinen weiteren Schaden erleidet. Schließlich gelingt die Sprengung und das DSRV kann endlich die Überlebenden nach oben holen. Als das DSRV die letzten Überlebenden aufnimmt, beginnt die Neptun, vom Felsenriff zu rutschen. Um das zu verhindern, schiebt sich Captain Gates mit der Snark als Keil unter die Neptun, wodurch das kleine Tauchboot zerquetscht wird und Gates für das Gelingen der Rettungsaktion ebenfalls in den Tod geht.

## Veröffentlichungen
Der Film erschien auf Deutsch auf VHS und 2008 auf DVD beim Label Koch Media. 2017 erschien der Film erneut auf Deutsch, und zwar auf DVD und Blu-ray beim Label WVG Medien.

## Kritiken
Für das Lexikon des Internationalen Films ist das Werk ein ohne „Interesse für die psychologische Situation der eingeschlossenen Menschen vordergründig inszenierter Katastrophen-Film, der nicht mehr als die schulbuchmäßige Demonstration eines aufwendigen Rettungssystems der Marine bietet.“ Das Fernsehmagazin prisma beurteilte den Film als „einen spannenden Katastrophen-Thriller […] mit guter Besetzung.“